# Chiesa di Santa Caterina (Padova)
La chiesa di Santa Caterina è un edificio religioso di origine medievale che si affaccia sulla strada di Santa Caterina, ora Via Cesare Battisti a Padova. Fu parrocchiale e chiesa delle Monache Agostiniane, poi dipendente da Santa Sofia, è ora rettoria indipendente. Nella chiesa furono battezzati i figli di Galileo Galilei. Al suo interno riposano le spoglie del celebre compositore e violinista Giuseppe Tartini e dell'abate Giuseppe Olivi, naturalista e poeta di Chioggia.

## Storia
La chiesa, già esistente nel 1144 e dedicata a Santa Caterina d'Alessandria, nel Liber Ordinarius del 1239 è inserita, dopo la chiesa di San Mattia, tra le tappe affrontare nella liturgia stazione del vescovo di Padova. Intanto, per volere del vescovo Marco Corner, già nel 1623 l'edificio, conservando il titolo di parrocchiale, divenne chiesa delle monache agostiniane "Illuminate" che, provenienti dal monastero di Santa Maria Maddalena, si stabilirono nelle strutture monastiche che via via andavano costruite verso la fiancata settentrionale e meridionale.

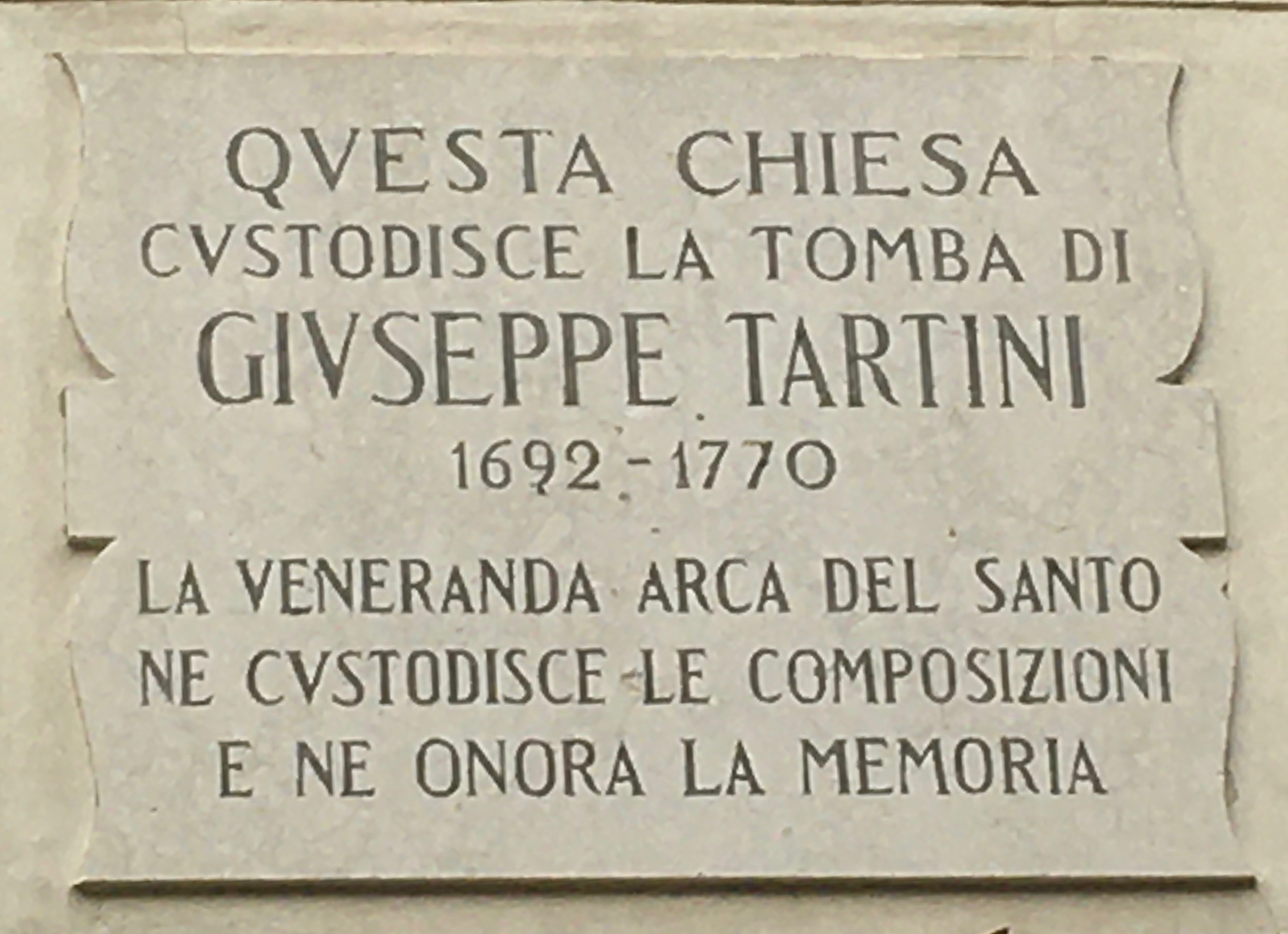
Lapide all'esterno della chiesa che ricorda il compositore e musicista Giuseppe Tartini

La chiesa, verso la fine del Seicento subì radicali interventi di restauro, con il rialzamento delle pareti (e del vicino campanile), la costruzione della volta, del coro pensile e della facciata, tutti lavori che furono agevolati dagli interventi evergetici mossi dai giuristi e dagli studenti dell'università, che secondo uno statuto del 1377, erano obbligati a partecipare con le loro insegne alla grande processione che si compiva nel giorno della festa di santa Caterina, loro patrona, il 25 novembre. Nel 1644 si approvò la proposta del sindaco dei legisti Giovanni Angarano che prevedeva che ogni laureando dovesse pagare mezzo ducatone d'argento per contribuire all'arredo della chiesa.
Il Rossetti nel Settecento ricordava che il terreno su cui si ergeva la chiesa , "ch'è di color rossiccio" "conserva i cadaveri, che vi si seppelliscono, incorrotti ed intatti".
Tra il 1806 e il 1810 a causa delle legislazioni ecclesiastiche napoleoniche la chiesa perse il titolo di parrocchiale e le monache Agostiniane furono allontanate. Il monastero divenne orfanotrofio e ridotto ad altre funzioni, mentre la chiesa divenne Rettoria sussidiaria alla parrocchia di Santa Sofia e in seguito inofficiata e chiusa. Ai tempi del vescovo Federico Manfredini la chiesa godeva di giuspatronato vescovile. Recentemente l'edificio ha subito una serie di importanti interventi di restauro e di ripristino della staticità, minata a causa del terremoto del 1976. Ora è rettoria indipendente. La chiesa è officiata come spazio del Centro universitario padovano.
Il monastero è oggi in parte utilizzato come sede universitaria e come casa di ricovero "Santa Caterina". Conserva ancora gli originali chiostri.
Oltre al grande sepolcro dei parroci (posto in uso dal 1453 al 1802) e degli scolari leggisti (aperto nel 1652), nella chiesa vi è la sepoltura del medico bolognese Luigi Calza e del celebre violinista, compositore e teorico musicale Giuseppe Tartini assieme alla moglie, che abitava nel territorio parrocchiale, e dell'abate Giuseppe Olivi di Chioggia, naturalista e poeta.
Nella chiesa ricevettero il battesimo i figli di Galileo Galilei.

## Descrizione

### Esterno

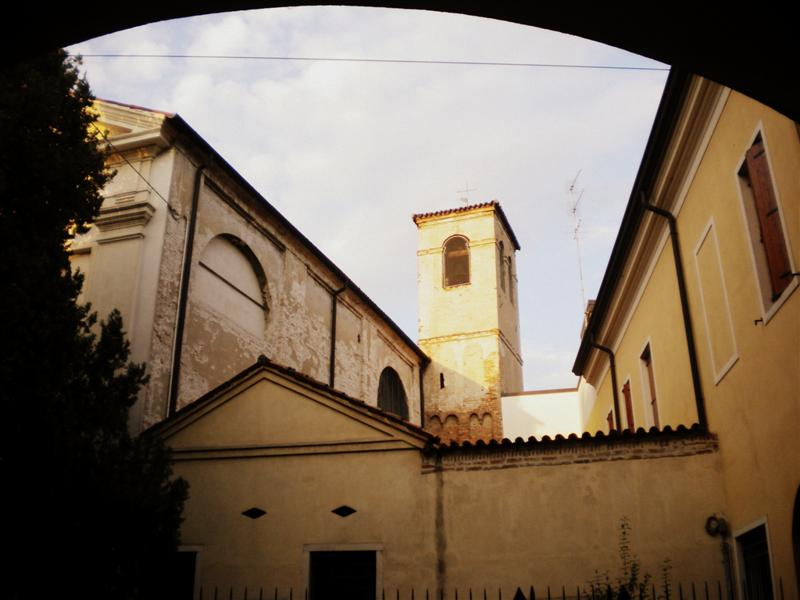
La chiesa dai portici di via Cesare Battisti

La chiesa, preceduta da un piccolo sagrato un tempo area cimiteriale, si affaccia su via Cesare Battisti, già stra' di Santa Caterina. L'edificio è orientato verso levante ed è affiancato dall'ex monastero delle Agostiniane e dalla sacrestia. La facciata, seicentesca, sostenuta da quattro paraste, è ingentilita da un portale barocco in pietra tenera, sormontato da un frontone spezzato, e da due nicchie vuote, decorate a valva di conchiglia nella parte superiore. Le aperture risalgono probabilmente ad interventi successivi, che miravano ad illuminare maggiormente l'aula.
Dal febbraio 2014 il piccolo sagrato della chiesa ospita un monumento bronzeo recante l'effigie di Giuseppe Tartini, opera di Gianni Aricò.
La fiancata, visibile dai portici della via, è caratterizzata da lesene e da due finestroni alla palladiana. Conserva, in modo frammentario, l'intonaco seicentesco.

#### Campanile
Il campanile, tra più antichi della città, conserva il suo aspetto romanico nella parte inferiore, dove è possibile scorgere le bifore tamponate che un tempo aprivano la cella, gli archetti ciechi e le lesene. La parte superiore è seicentesca.

### Interno

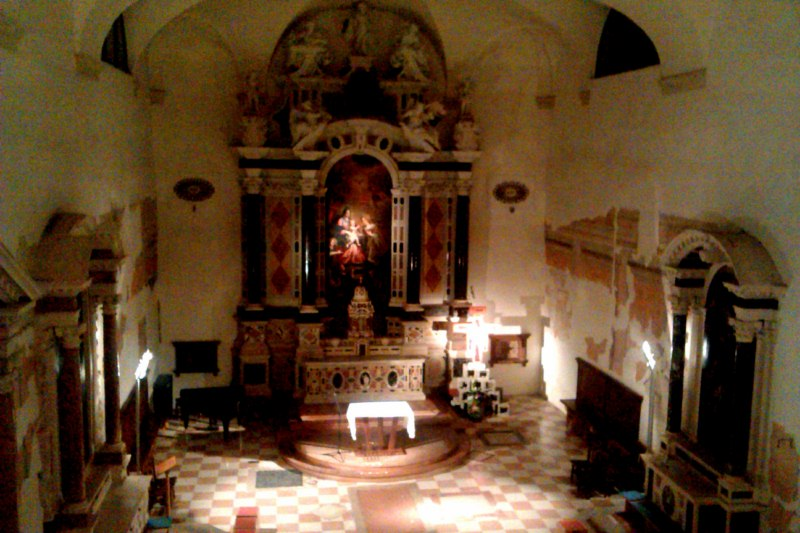
L'interno della chiesa

Il luminoso interno di non imponenti dimensioni (la lunghezza è di 14 metri per 9 di larghezza), è semplice, privo di cappelle e dotato di cinque altari. Solo il coro pensile posto in controfacciata si impone nel luminoso volume dell'aula: si innalza sopra tre arcate sostenute da due colonne, e mostra un ricco parapetto ligneo seicentesco, finemente intagliato da cui un tempo era impostata una grata lignea che celava le monache. La presenza della grata provocò il decentramento del riquadro sei-settecentesco raffigurante la gloria di Santa Caterina incassato nella volta.

#### Altare maggiore

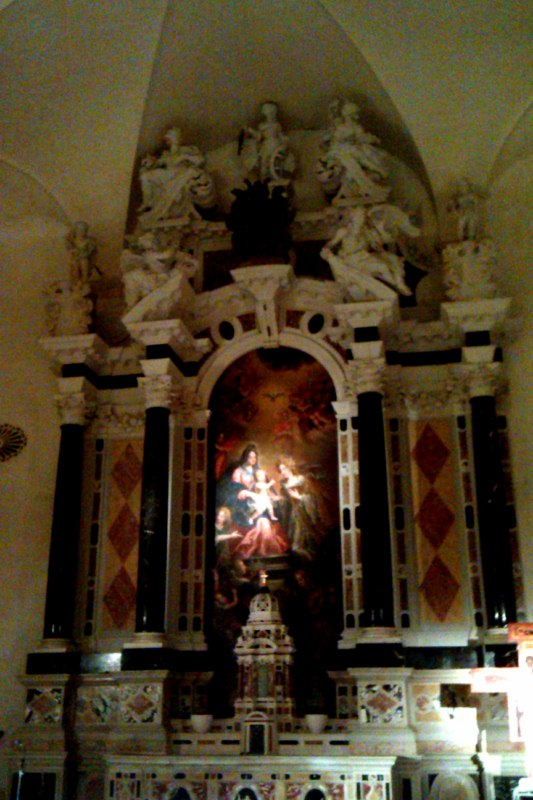
L'altare maggiore

L'imponente altare maggiore poggia contro una macchina architettonica barocca compiuta su disegno di Francesco Fasolato e posta a compimento a marmi di paragone dallo scultore Francesco Zanini Mangranda. Sull'altare, caratterizzato dal vivace contrasto tra i marmi, spiccano le colonne e le paraste composte da fine marmo di Genova. Il frontone, spezzato, ospita una serie di statue riferibili allo Zanini e alla bottega dei Bonazza: Santa Caterina con la ruota del martirio è posta in alto, circondata dalle raffigurazioni allegoriche della meditazione e de l'obbedienza, mentre, sotto, due barocchi angeli invitano a venerare la Santa e, ai lati, ancora piccoli putti. Vi sono pure tre stemmi in stile teutonico tra cui spicca quello policromo del vicesindaco dei legisti Langermann. La grande pala inserita nella macchina è opera di Marcantonio Bonaccorsi e raffigura il Matrimonio mistico di Santa Caterina d'Alessandria.
Le pareti intorno all'altare maggiore recano tracce di decorazione a fresco tra cui una rara raffigurazione di San Massimo vescovo, parato con gli abiti pontificali e riferibile agli inizi del XIII secolo. Vi è pure una bella teoria di Santi di primo Trecento.

#### Altari minori e opere
Lungo le pareti a settentrione e a meridione si innalzano quattro altari settecenteschi, ma tutti diversi fra loro, per l'impostazione architettonica e per l'uso dei marmi. Sul secondo altare a destra (dall'ingresso) è posta la preziosa pala con San Sebastiano, San Rocco e San Carlo e altre piccole figure di Pietro Damini qui portata a metà Ottocento dalla chiesa di San Biagio, allora in via di demolizione. L'opera, come ricorda il Rossetti, fu l'ultima dell'artista e la compì durante la pestilenza del 1630 e che lo portò alla morte. Nell'altare dirimpetto, una Sacra Famiglia attribuita a Claudio Ridolfi. Sugli altri altari, a destra una moderna icona che raffigura Santa Teresa Benedetta della Croce - lavoro dell'artista padovana Giustina De Toni - e a sinistra, entro una nicchia, la statua processionale settecentesca di santa Caterina d'Alessandria. Sopra ai confessionali seicenteschi una Cena di Emmaus secentesca e una Annunciazione di Bartolomeo Moro, datata 1718, con l'interessante raffigurazione del parroco committente. Sulla nicchia alla sinistra dell'ingresso un tempo si trovava il fonte battesimale in cui furono battezzati i figli di Galileo Galilei, ora conservato nella chiesa di Santa Sofia. Al suo posto vi è una statua in stile settecentesco che raffigura la Vergine Immacolata.

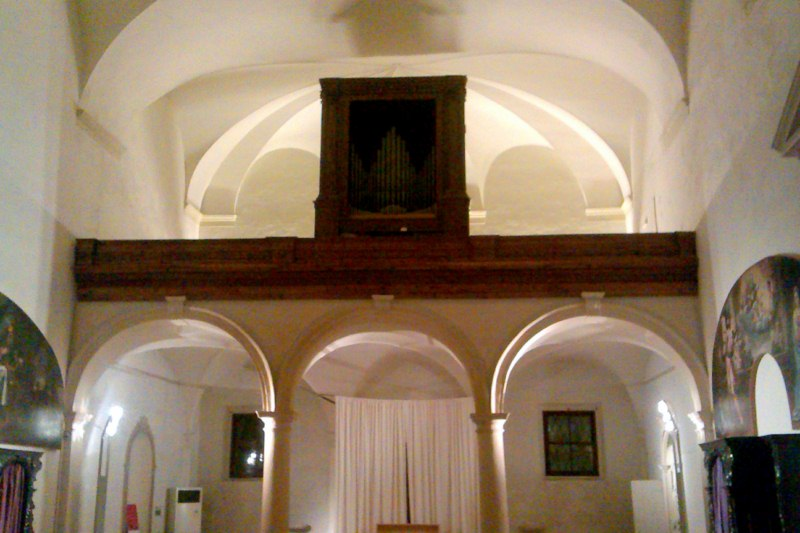
Il coro pensile
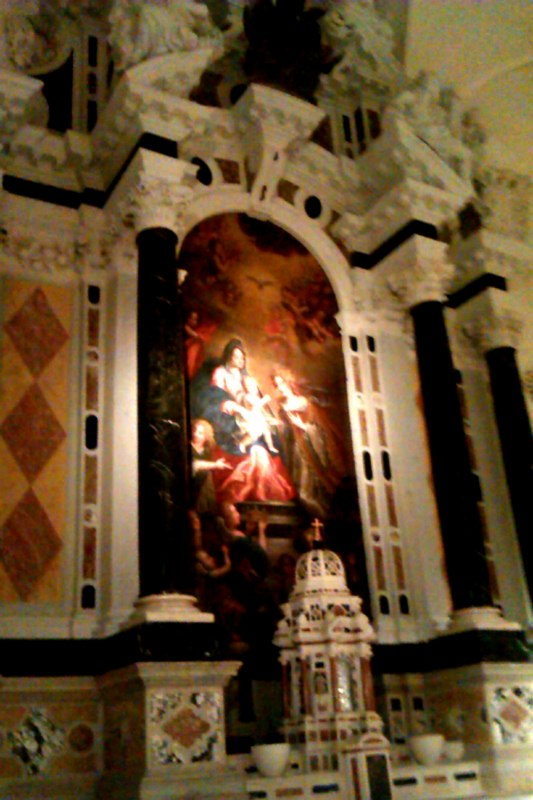
L'altare maggiore e la pala di Marcantonio Bonaccorsi
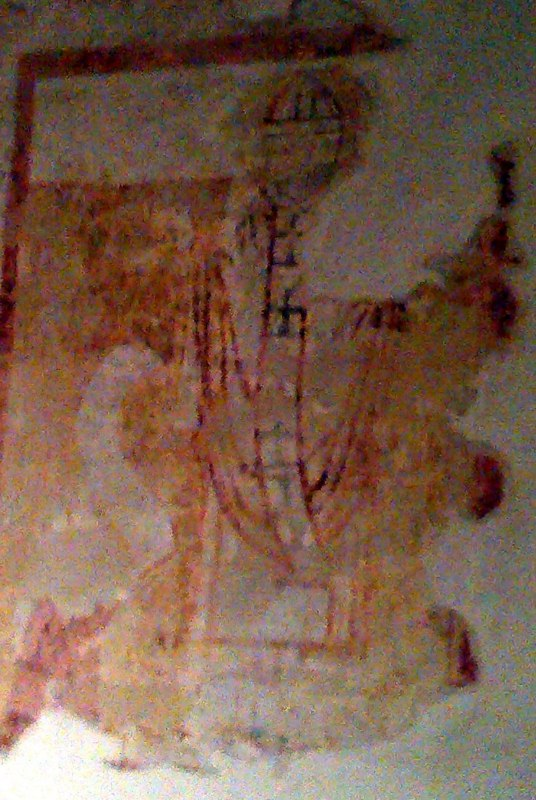
Il San Massimo del XIII secolo
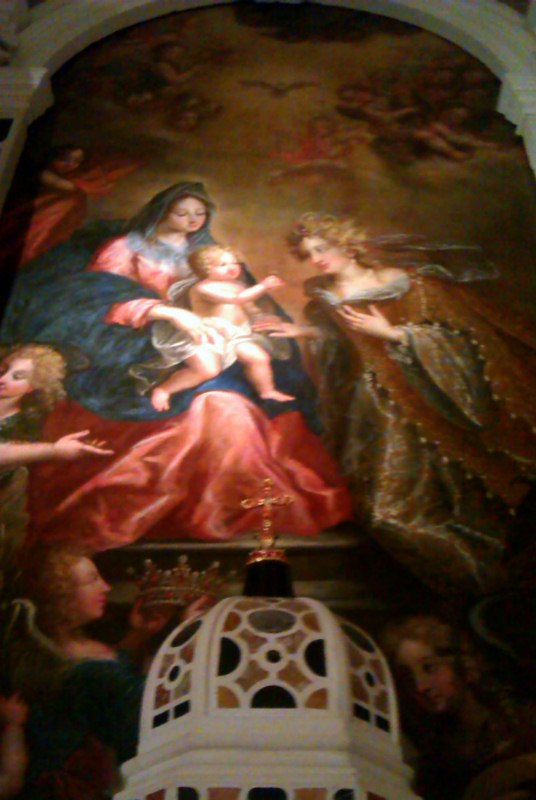
Sposalizio mistico di Santa Caterina d'Alessandria di Marcantonio Bonaccorsi
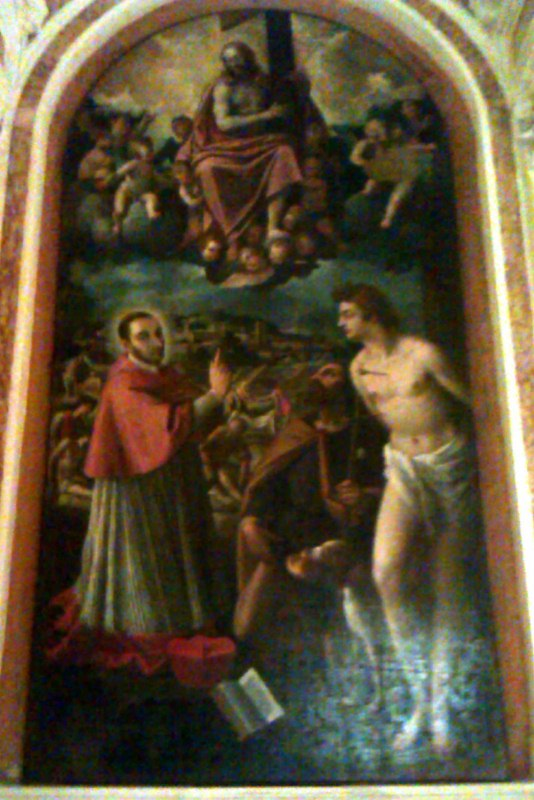
San Sebastiano, San Rocco e San Carlo e altre piccole figure di Pietro Damini
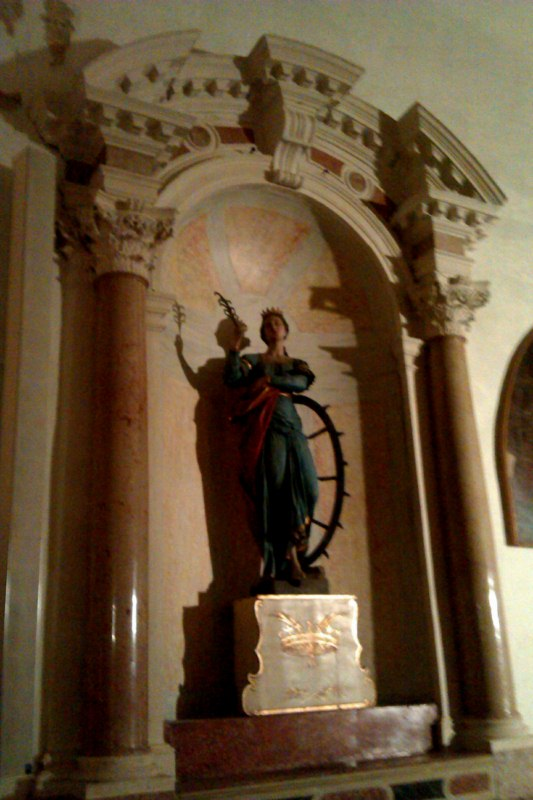
L'altare con la statua processionale di Santa Caterina
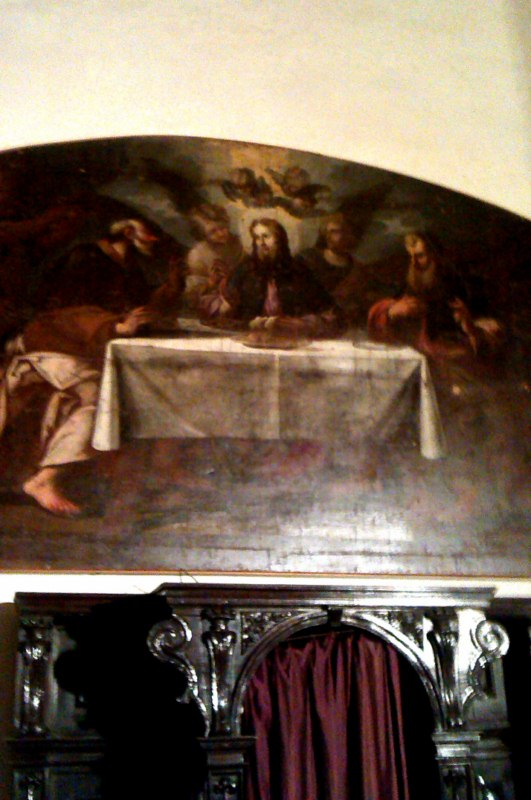
Cena di Emmaus del XVII secolo

### Organo a canne
Sopra il coro pensile è disposto, dentro una cassa lineare con paraste e capitelli corinzi, un organo settecentesco, da annoverare tra i più antichi della città. Lo strumento fu portato nella chiesa nel 1844 dalla chiesa delle Terese. Nel 1884 subì, per mano di Angelo Agostini, lavori di adeguamento e ripristino. Nel marzo del 2005 la ditta Zanin lo ha completamente restaurato dopo anni di inattività ed abbandono. L'organo, che si inserisce pienamente nella produzione organaria veneta, ha facciata composta di 23 canne, una console a finestra con manuale di 50 note con prima ottava scavezza (tasti in bosso ed ebano) e pedaliera corta a leggio in 18 pedali (l'ultimo aziona il Rullante). I registi, posti su due colonne a destra, sono azionati da tiranti alla veneta. Il tiratutti è a manovella.